# 虏喜尼

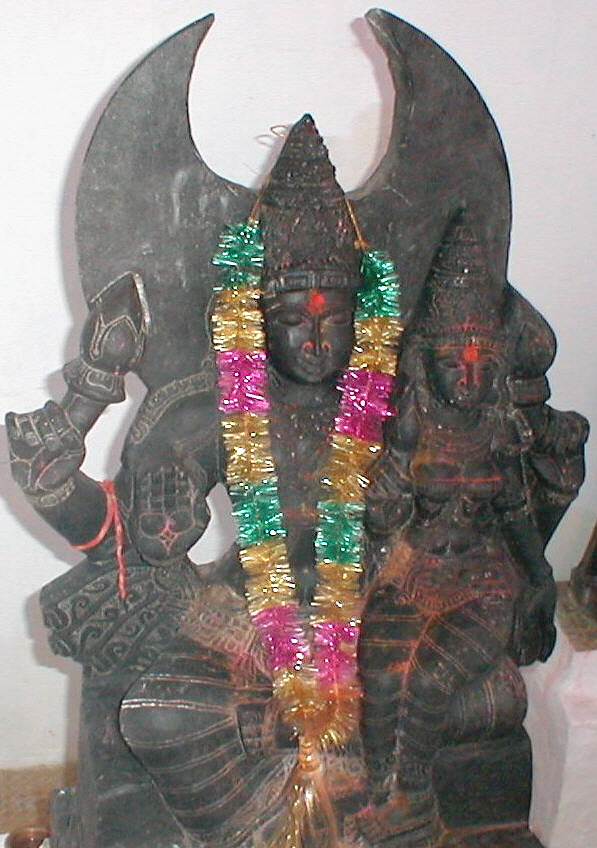
月神旃陀罗与其妻虏喜尼

虏喜尼，又作卢醯尼、长育宿，是印度占星学二十七宿（纳沙特拉）之一，与中国二十八宿的毕宿相对应。其在印度神话中为月神旃陀罗或苏摩之妻。
虏喜尼由月曜统治，守护神为梵天或生主。它的联络星是毕宿五（金牛座α）。
传统上，印度人为婴儿取名会以其出生时月亮所在的宿为依据，其名字的首字母是与这一宿对应的四个梵文字母之一。与虏喜尼相应的梵文字母分别为。